# Julius Otto (Dichter)

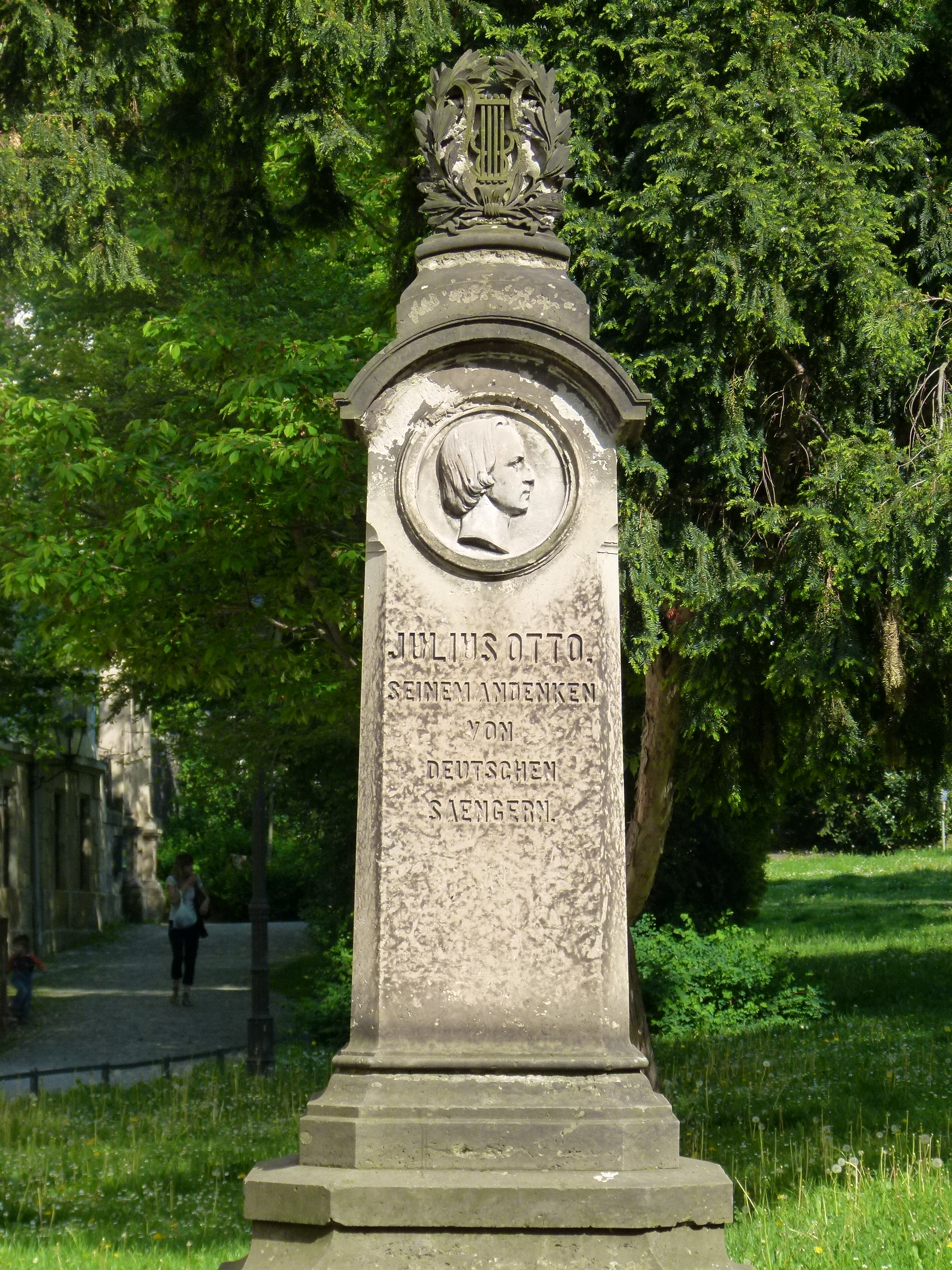
Ernst-Julius-Otto-Denkmal mit einem Reliefporträt des Dichters in Pirna

Ernst Julius Otto junior (* 11. Juli 1825 in Dresden; † 5. November 1849 in Pirna) war ein deutscher Dichter, Poet und Musiker.

## Leben und Wirken
Ernst Julius Otto junior wurde als ältester Sohn seines gleichnamigen Vaters, des bekannten Komponisten und Kreuzkantors Ernst Julius Otto geboren. Er erhielt von seinem Vater eine musikalische Ausbildung und besuchte die Kreuzschule in Dresden. Schon während der Schulzeit entwarf er Gedichte, Kompositionen und ein Oratorium. An den Schulbesuch schloss sich ein Jurastudium in Leipzig an. Während des Studiums schrieb er weiterhin zahlreiche Gedichte, Lieder, Lustspiele und Texte für Opern. Ottos Texte waren insbesondere unter den Gesangsvereinen im gesamten Gebiet des Deutschen Bundes beliebt. Ernst Julius Otto junior starb nach einem Auftritt im Hotel Schwarzer Adler in Pirna am 5. November 1849 an einer Peritonitis. Er wurde am 8. November 1849 auf dem mittlerweile aufgelassenen Nicolaifriedhof (heute Friedenspark) in Pirna beigesetzt. Seine Werke sind heute weitgehend unbekannt.

## Würdigung
Schon kurz nach seinem Tod planten die Pirnaer Gesangsvereine die Errichtung eines Denkmals. Dieses wurde jedoch erst zum 25. Todestag im November 1874 in den städtischen Grünanlagen am ehemaligen Niedergraben (heute Grohmannstraße) eingeweiht. An den Kosten in Höhe von 749 Talern beteiligten sich 145 Sängervereine aus dem gesamten Deutschen Reich. An der Einweihungsfeier nahm auch Ottos Vater teil. Das Denkmal wurde 1925 an seinen heutigen Standort in den Grünanlagen der damaligen Albertstraße (heute Dr.-Wilhelm-Külz-Straße) umgesetzt.
Ottos Grabstein blieb auch nach der Säkularisierung des Nicolaifriedhofes und dessen Umwandlung in eine Parkanlage (heute Friedenspark) erhalten. Er befand sich allerdings in einem schlechten Zustand und wurde deshalb 1904 durch einen Granitblock mit Inschriftenplatte ersetzt. Dieser Grabstein ist bis heute, wenn auch nicht am originalen Standort, im Friedenspark erhalten. Er ist zugleich mit einem kleinen Reststück der Friedhofsmauer das einzige erhaltene Zeugnis des alten Pirnaer Nicolaifriedhofes.

## Werke (Auswahl)
- Die Burschen und die Gesellenfahrten (1845–1848)
- Tag von Granson (1846)
- Francine (1849)